# قسم غرمسير الريفي (مقاطعة أردستان)
قسم غرمسیر الريفي (بالفارسية: دهستان گرمسیر) هي منطقة سكنية تقع في إيران في قسم. يقدر عدد سكانها بـ 3,781 نسمة .